# Solimão ibne Haçane ibne Maclade
Solimão ibne Haçane ibne Maclade (Sulayman ibn al-Hasan ibn Makhlad - lit. "Solimão, filho de Haçane, filho de Maclade"; fl. c. 930-940) foi um oficial do Califado Abássida. Filho do antigo vizir Haçane, Solimão conseguiu ocupar o ofício de vizir três vezes, em 930-931, 936 e mais adiante em 940-941, sob o emir de emires Bajecã. Segundo o cronista moderna do vizirado abássida, Dominique Sourdel, ele foi "notável principalmente por sua ineptidão".